# Catherine Malabou
Catherine Malabou (* 1959) ist eine französische Philosophin.

## Leben und Werk
Malabou ist Professorin für Philosophie an der Kingston University in London und an der European Graduate School sowie in der Abteilung für Vergleichende Literaturwissenschaft der University of California, Irvine. Auf diesem Posten steht sie in der Nachfolge von u. a. Jacques Derrida. Bis 2011 war sie Professorin an der Universität Paris-Nanterre; zudem war sie Gastprofessorin für Vergleichende Literaturwissenschaft an der State University of New York in Buffalo. Sie ist Herausgeberin der philosophischen Reihe «Non et Non» bei den Editions Léo Scheer.
In einem großen Teil ihres Werks untersucht sie die Beziehung zwischen Dialektik und Dekonstruktion durch das Konzept der «Plastizität». In ihrem Buch L'avenir de Hegel: plasticité, temporalité, dialectique, ihrer Dissertation, die sie an der EHESS unter der Supervision von Jacques Derrida schrieb, argumentiert sie, dass Plastizität die Möglichkeit bezeichnet, zugleich Form aufzunehmen und zu geben und sich so für die Zukunft zu öffnen. Durch den Begriff der Plastizität lässt sich aber nicht nur Formgebung beschreiben, sondern man kann sie im Gegenteil auch als Destruktion aller Form verstehen.
Ihr Konzept der Plastizität entnimmt sie einerseits Hegel, andererseits dem aktuellen Stand der Neurowissenschaften. In ihrem auf Deutsch erschienenen Buch Was tun mit unserem Gehirn? zeigt sie neue Modelle der Organisation, neue Konfigurationen des Seins und neue systematische Funktionen auf.
La Countre-allée ist aus einer Kollaboration mit Jacques Derrida entstanden. Dabei handelt es sich um eine Sammlung von zufällig angeordneten Kapiteln über Derridas Denken, seinen Charakter und den Begriff der Reise. Sie liest Derridas Begriff der «différance» nochmals neu, um die Frage nach der Spur und der Regeneration zu stellen, die in ihrer Plastizität ein post-dekonstruktivistisches Konzept darstellen könnte. Das Buch enthält Postkarten von Derrida an Malabou, die eine Antwort auf ihr entstehendes Werk geben.
In Le Change Heidegger untersucht Malabou die Beziehung zwischen Negativität und Transformation. Les nouveaux blessés stellt einen Dialog zwischen Hegel und Freud dar, der Verweigerung, Verneinung, Ablehnung und Tod behandelt. Durch das Phänomen des Traumas versucht sie die Schnittstelle zwischen Neurowissenschaften, Psychoanalyse und Philosophie zu denken.